# Martin Speake
Martin Speake (Barnet, 3 april 1958) is een Britse jazzsaxofonist en -componist.

## Biografie
Speake, die op school weinig muzikale instructie had, wendde zich tot de jazz onder invloed van de muziek van Ornette Coleman en begon op 16-jarige leeftijd altsaxofoon te spelen. Daarna studeerde hij van 1977 tot 1981 klassiek saxofoonspel aan het Southgate Technical College in Londen en aan het Trinity College of Music. Daarna speelde hij met muzikanten uit het Britse jazzcircuit, in de Voice of God Collective van Billy Jenkins en werd hij uiteindelijk bekend door zijn lidmaatschap van het Itchy Fingers saxofoonkwartet, met wie hij veel door Europa, de Verenigde Staten, Zuid-Amerika en Afrika toerde. Speake verliet de band in 1988 en werkte met zijn eigen formaties, zoals de Martin Speake Group met gitarist John Parricelli, bassist Steve Watts, Mick Hutton en drummer Steve Argüelles. Hij speelde ook in een duo met Phil Lee en Nikki Iles (Secret, 2000) en was lid van de formaties Loose Tubes, Style Council, Fever Pitch, Mind and Time en Eternal Triangle.
In 1994 nam hij zijn eerste album In Our Time op onder zijn eigen naam, dat werd uitgebracht bij Danny Thompson's The Jazz Label. Zijn album Tan T'ien kwam uit in 1996, gevolgd door Trust (1998) en The Journey (2004) met sitarspeler Dharambir Singh. In maart 2002 werd het album Change of Heart gemaakt in een kwartet met Bobo Stenson, Mick Hutton en Paul Motian, dat in 2006 werd uitgebracht bij ECM Records. In 2004 nam hij een album op met interpretaties van Charlie Parker met Mike Outrum, Simon Thorpe en Dave Wickens. Martin Speake heeft ook gewerkt met Stan Tracey, Django Bates, Bob Wilber, Conrad Herwig, Don Weller, Airto Moreira/Flora Purim, Jim Mullen, Julian Argüelles, Tom Skinner en de Royal Shakespeare Company. Hij is professor saxofoon en hedendaagse muziek aan de Royal Academy of Music en doceert saxofoon aan de Middlesex University.